# National Center for Education Statistics

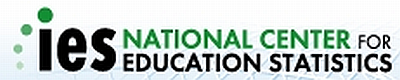
Logo des NCES

Das National Center for Education Statistics (NCES) ist eine Behörde in den Vereinigten Staaten im Geschäftsbereich des U.S. Department of Education und im Institute of Education Sciences. Ihre Aufgabe ist das Erheben, Analysieren und Veröffentlichen von Daten, die mit dem Bildungswesen verbunden sind.
Sitz des NCES ist Alexandria (Virginia).